# Guyonne de Rieux

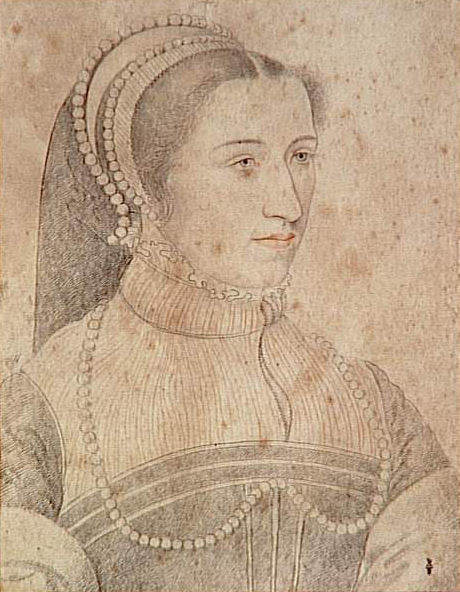
Guyonne de Laval, Anonym, 1560, Musée Condé

Renée de Rieux alias Guyonne, Comtesse de Laval (* 1524; † 13. Dezember 1567 in Laval) war von 1547 bis 1567 Gräfin von Laval aus eigenem Recht. Sie wird, gemeinsam mit Louis I. de Bourbon, prince de Condé, Gaspard II. de Coligny und ihrem Schwager François de Coligny-d’Andelot als Anstifterin der berühmten Surprise de Meaux von 1567 angesehen.

## Leben
Guyonne de Laval wurde als Renée de Rieux geboren. Ihre Eltern waren Claude I. de Rieux (1497–1532), Sire de Rieux et de Rochefort, Comte d’Harcourt et d’Aumale, und Catherine de Laval (1504–1526), somit war sie eine Angehörige des Hauses Rieux.
Von 1533 bis 1547 war sie Hofdame der französischen Königin Leonor de Austria. Am 5. Januar 1540 (alter Stil) heiratete sie Louis de Sainte-Maure († 9. September 1572), Marquis de Nesle, Comte de Joigny, Sohn von Jean III. de Sainte-Maure, 1545 Marquis de Nesle, Comte de Joigny, und Anne d’Humières.
1547 erbte sie den Titel einer Gräfin von Laval durch den kinderlosen Tod ihres Onkels Guy XVII. de Laval (Claude de Laval) als Nachfahrin ihres Großvaters mütterlicherseits, Guy XVI. de Laval aus dem Haus Montfort-Laval. Da alle Grafen von Laval den Namen Guy getragen hatten, änderten sie und ihr Ehemann ihre Namen in Guyonne bzw. Guy XVIII. de Laval. Ein Jahr später beerbte sie auch ihren Bruder, Claude II. de Rieux und verfügte nun über große Ländereien mit zahlreichen Burgen und Tausenden Untertanen. Sie trug den Titel einer Comtesse de Laval, de Montfort, de Quintin, d'Harcourt, Vicomtesse de Rennes et de Donges, Baronne de Vitré, de la Roche-Bernard, Dame de Rieux, de Rochefort, de l'Argouest, de Lillebonne, d'Aubigné, de Bécherel etc. Als Frau war sie jedoch gezwungen, Titel und Güter mit ihrem Ehemann Louis de Sainte-Maure nicht nur zu teilen, sondern ihn in ihrem Namen regieren zu lassen.
Die Ehe verlief aber von Anfang an unglücklich. Die Gräfin wurde von ihren Untertanen ihres turbulenten Lebens wegen als „Guyonne la Folle“ bezeichnet, ihr Mann hingegen war borniert und von betrügerischen Beratern umgeben. Sie zog sich auf ihre Schlösser zurück und bestand auch darauf, allein die Geschäfte zu führen. Schließlich gelang es ihm, seine Frau auf Schloss Joigny für längere Zeit einzusperren. Nachdem sie 1557 geflohen war und sich auf ihren Besitzungen in der Bretagne verschanzt hatte, erwirkte er eine parlamentarische Entscheidung, dass sie zu ihm zurückkehren solle, und als sie sich weigerte, überzeugte ihr Mann den Papst Paul IV., sie zu exkommunizieren. Als Reaktion darauf konvertierte Guyonne de Laval zum Calvinismus. 

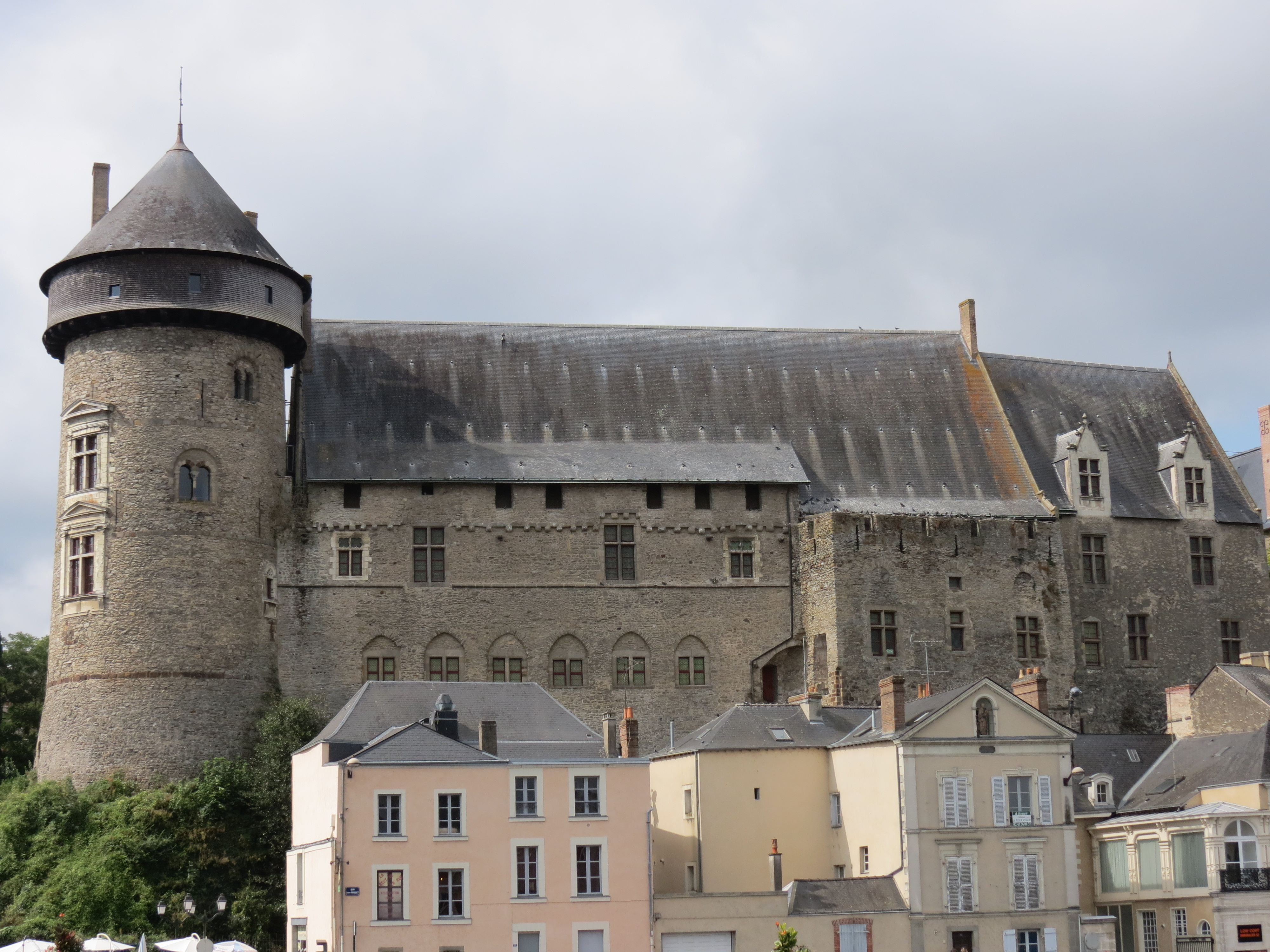
Burg Laval

Während der ersten Hugenottenkriege wurde sie zu einer prominenten Vertreterin des Protestantismus, gemeinsam mit ihrem Schwager François de Coligny-d’Andelot. Beide waren 1567 beteiligt an der beinahe erfolgten Entführung von König Karl IX. Guyonne de Rieux wurde, ebenso wie ihre Verwandten aus dem Haus Coligny, ihr Schwager François und dessen Bruder Gaspard II. de Coligny, sowie der Hugenottenanführer Louis I. de Bourbon-Condé, als Anstifterin beschuldigt. Der Urkundensammlung L’Art de vérifier les dates folgend wurde ihr vom Parlement de Paris der Prozess gemacht, in dem sie zum Tode verurteilt und die Beschlagnahme ihrer Güter zugunsten des Königs angeordnet wurde. Zudem sollte das Wappen der Gräfin von Laval von einem Pferd durch den Schmutz der Straßen von Paris gezogen werden. Die Hinrichtung unterblieb jedoch, da Guyonne de Laval als geistig umnachtet angesehen wurde. Der König schickte Truppen nach Laval, wo die Gräfin sich auf der Burg verschanzte. Während die katholischen Anhänger des Königs in der Stadt eine Fronleichnamsprozession abhielten, verstarb die Gräfin auf ihrem Schloss. 
Guyonne de Lavals Ehe blieb kinderlos. Sie starb am 13. Dezember 1567 in Laval und wurde in der Familiengruft der Stadtkirche bestattet. Die Grafschaft Laval etc. ging an ihren Neffen Paul de Coligny über, den Sohn ihrer bereits verstorbenen Schwester Claude, der den Namen Guy XIX. de Laval annahm. Doch konfiszierte der König alles und Paul floh in die Schweiz. Erst 1573 konnte er die Aufhebung der Beschlagnahme erwirken. Sein Onkel und Vormund, Gaspard II. de Coligny, wurde 1519 ein Opfer der Bartholomäusnacht. Der Sohn Guys XX. konvertierte dann im Gefolge von Heinrich IV. wieder zurück zum Katholizismus.